# Crno i belo
Crno i belo (Црно и бело, Nero e bianco) è un singolo della cantante macedone Kaliopi del 2011, presentato il 29 febbraio 2012.
Come rappresentante della Macedonia, ha cantato Crno i belo all'Eurovision Song Contest 2012 il 24 maggio. Crno i belo è rientrata tra le dieci canzoni appartenenti alla seconda semifinale che si aggiudicavano il posto in finale.
L'esibizione è avvenuta durante la seconda semifinale e la canzone si è aggiudicata il posto in finale, classificandosi nona e raggiungendo quota 53 punti. Durante la Grand Final, la canzone ha ricevuto un discreto risultato, classificandosi tredicesima, con 71 punti.